# Ash (gruppo musicale)
Gli Ash sono un gruppo alternative rock con influenze pop punk e indie pop originario di Downpatrick, nell'Irlanda del Nord.
Formatisi nel 1992 con il nome di Vietnam, sono composti da Tim Wheeler (voce, chitarra e autore di quasi tutti i brani), Mark Hamilton (basso), Rick McMurray (batteria) a cui nel 1997 si aggiunse la chitarrista Charlotte Hatherley, che ha lasciato il gruppo il 20 gennaio 2006.
Il loro primo album, Trailer, è del 1994. Ad esso hanno fatto seguito 1977 (1996), Nu-Clear Sounds (1998), Free All Angels (2001), la compilation Intergalactic Sonic 7"s (2002), Meltdown (2004) e Twilight of the Innocents (2007). A cavallo tra il 2009 e il 2010, gli Ash hanno pubblicato una raccolta di 26 singoli pubblicati in formato digitale chiamata A-Z Series, ’’Kablammo!!’’(2015),Nel dicembre 2016 esce Live On Mars: London Astoria 1997 e ‘’Islands’’(2018)
Il loro singolo Burn Baby Burn ha vinto il 27 febbraio 2002 il prestigioso premio di miglior singolo agli NME Carling Awards.

## Formazione
- Tim Wheeler - voce, chitarra
- Mark Hamilton - basso
- Rick McMurray - batteria

## Ex Componenti
- Charlotte Hatherley - seconda voce, chitarra (1997-2006)

## Discografia

### Album
- 1994 - Trailer
- 1996 - 1977
- 1997 - Live at the Wireless
- 1998 - Nu-Clear Sounds
- 2001 - Free All Angels
- 2005 - Meltdown
- 2007 - Twilight of the Innocents

- 2015 - Kablammo!
- 2018 - Islands

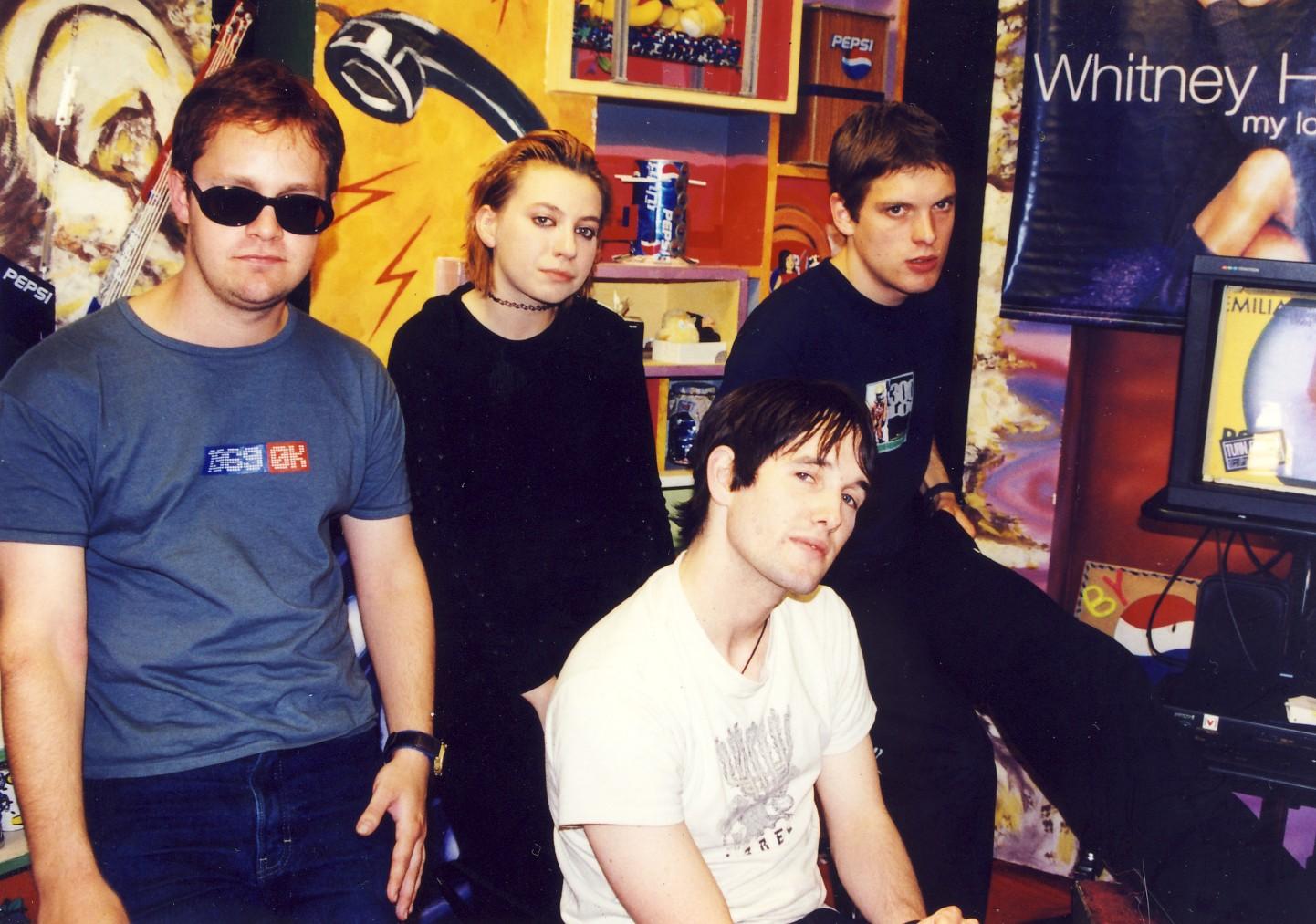
Gli Ash a Bangkok nel 1999

- 2020 - Teenage Wildlife: 25 Years of Ash
- 2023 - Race the night

### Raccolte
- 2002 - Intergalactic Sonic 7"s
- 2010 - A-Z Vol.1
- 2010 - A-Z Vol.2
- 2011 - The Best of Ash